# Jenny e la bambola
Jenny e la bambola è il terzo album in studio del gruppo musicale italiano degli Alunni del Sole, pubblicato nel 1974. 
Tutti i brani sono di Paolo Morelli. Collabora agli arrangiamenti il maestro Tony Mimms.

## Il disco
Si tratta in gran parte di un concept album che racconta un'avventura romantica. La storia sarebbe ispirata a un brevissimo incontro del gruppo con una singolare sconosciuta che portava con sé una bambola, fatto questo avvenuto durante uno dei viaggi di lavoro del complesso; il luogo dell'episodio, la stazione Centrale di Milano, è raffigurato sullo sfondo della copertina del disco, mentre in primo piano è visibile il profilo di una ragazza identificabile con la donna dell'incontro, che venne chiamata appunto Jenny. 
Secondo il concetto del disco, si immagina dapprima la storia amorosa tra il narratore e la giovanissima protagonista; in seguito, durante l'esposizione della vicenda, un flashback illustra il ruolo della bambola di Jenny: si tratta di un regalo dei tempi passati riscoperto in soffitta e rispolverato dalla ragazza per sostituire una cicogna che non venne più: in precedenza, la giovane aveva avuto una gravidanza involontariamente interrotta. In seguito alla perdita del bambino, Jenny aveva lasciato la sua famiglia. Poco più tardi, alla stazione ferroviaria, avviene l'incontro con il narratore e si profila così l'avventura amorosa tra i due. Come nel brano Concerto, la romantica storia si svolge in un paesaggio prevalentemente mediterraneo e risulta destinata a bruciarsi nel corso di una sola estate (complice forse la distanza geografica che separa i luoghi di origine dei due protagonisti).
Il testo di Morelli e la narrazione lasciano spazio a parti cantate senza testo oppure a lunghe sezioni strumentali con l'accompagnamento dell'orchestra. La musica è articolata nelle due suites poste rispettivamente nella prima e nella seconda facciata dell'LP e i brani si succedono senza soluzione di continuità.
Le due canzoni di chiusura, tuttavia, costituiscono un discorso a parte: seguono la seconda suite e creano una rottura con il concetto del disco, dato che sono estranee alla narrazione della storia di Jenny (e quindi anche al concetto della copertina del disco): si tratta del fortunato singolo Un'altra poesia, uscito pochi mesi prima, e di Canzoni d'amore, lato B del singolo Jenny (canzone che, a sua volta, uscì su 45 giri in versione abbreviata rispetto a quella dell'album). La formula dell'album solo parzialmente concept non è nuova per il complesso; c'era stato il precedente dell'LP Dove era lei a quell'ora del 1972. 
A detta di Bruno Morelli, Jenny e la bambola è uno dei lavori principali del gruppo; si tratta peraltro dell'album degli Alunni del Sole che maggiormente si è avvicinato ai vertici delle classifiche di vendita.

## Tracce
1. Un manichino in vetrina
2. La bambola di cartone
3. Quelle sere in riva al mare... un'orchestrina suonava da lontano
4. Jenny e la bambola (prima parte)
5. Jenny e la bambola (seconda parte)
6. Jenny
7. Un'altra poesia
8. Canzoni d'amore

## Singoli
- Un'altra poesia
- Jenny